# Josh Liava'a
Tu'iono Siosiua Liava'a, dit Josh Liava'a, né le 10 mai 1948 à Tonga et mort le 14 juillet 2014 sur l'île d'Oahu (Hawaï), est un joueur de rugby à XIII tongien qui a participé à la coupe du monde de 1975 dans l'équipe de Nouvelle-Zélande.

## Biographie
Joueur (deuxième ligne) des Northcote Tigers dans la Ligue de rugby à XIII d'Auckland, il est choisi dans la sélection d'Auckland, puis dans celle de Nouvelle-Zélande pour participer à la Coupe du monde de 1975. En 1977, il fait partie de l'Équipe des Māori de Nouvelle-Zélande de rugby à XIII.

## Vie personnelle

### Profession
Liava'a a été policier en Nouvelle-Zélande, puis a géré une boîte de nuit à Sydney.

### Mariages
Il a été marié plusieurs fois. Son premier mariage, en 1969, avec la princesse Siuilikutapu, nièce du roi des Tonga Tāufaʻāhau Tupou IV, a été annulé par ce dernier. Quelques années plus tard, Liava'a a entretenu une relation amoureuse avec une autre princesse du royaume. En 2000, il a demandé une compensation au royaume pour les préjudices subis en raison de ces deux relations. 

## Décès
Liava'a a été tué par arme à feu à Kahaluu (Hawaï). Son meurtrier souffrirait de démence.